# Francesc Valls
Francesc Valls i Galan (* 1665/1671 vermutlich in Barcelona; † 2. Juni 1747 ebenda) war ein spanischer Komponist und Kapellmeister.

## Leben und Werk
Über Valls’ Jugend ist wenig bekannt. Er wurde wahrscheinlich in Barcelona geboren, über sein Geburtsjahr besteht heute Uneinigkeit. Im Jahr 1688 findet sein Name an der Kathedrale in Girona Erwähnung, 1696 in Santa Maria del Mar in Barcelona als „maestro de capilla“, später in gleicher Funktion an der Kathedrale von Barcelona, wo er bis zum Ruhestand bleibt.
Valls hat ein relativ umfangreiches Werk hinterlassen, das aber heute, wie die spanische Barockmusik im Allgemeinen, relativ unbekannt ist. Charakteristisch für seine Persönlichkeit muss gewesen sein, dass er sich stark an modernen musikalischen Strömungen seiner Zeit orientierte und selbst in seinen Kompositionen gelegentlich Konventionen brach. Bekannt ist seine Schrift Mapa armonico, in der er kompositorische Regeln und Konventionen seiner Zeit kritisch behandelt.
Sein Schaffen ist überwiegend der  Kirchenmusik gewidmet, unter seinen neun Messen ist die Missa Scala Aretina die bekannteste. Weiterhin komponierte er Motetten, Oratorien, Litaneien, Magnificats und Instrumentalmusik. Sein Werk ist bis heute nur teilweise ediert, viele der Autographen befinden sich noch in spanischen Archiven.

### Missa Scala Aretina
Valls beteiligte sich an modernen musikalischen Strömungen seiner Zeit. In der 1702 komponierten elfstimmigen Messe für Chor, Violinen, Hörner und Harfe Scala Aretina setzte er moderne, für viele Rezipienten zu moderne Stilmittel wie beispielsweise Dissonanzen ein. Die Messe teilte die spanische Musikwelt in zwei Lager und löste einen bedeutenden musiktheoretischen Diskurs aus. Die eine Seite polemisierte gegen die Ästhetik dieser Messe, die andere machte sich für die künstlerische Freiheit stark. In dieser Zeit wurden um die 80 Abhandlungen zu diesem Thema geschrieben.